# 幻想水滸伝シリーズのキャラクター一覧
幻想水滸伝シリーズのキャラクター一覧（げんそうすいこでんシリーズのキャラクターいちらん）では、幻想水滸伝シリーズに登場する人物を掲載する。
本項目ではナンバリングタイトルである『幻想水滸伝』『幻想水滸伝II』『幻想水滸伝III』『幻想水滸伝IV』『幻想水滸伝V』のうち複数作品に登場するキャラクターを掲載することとし、1作品のみに登場するキャラクターは各作品の記事に掲載することとする。なお、『幻想水滸外伝』や『幻想水滸伝カードストーリーズ』は『幻想水滸伝』または『幻想水滸伝II』、『Rhapsodia』は『幻想水滸伝IV』の外伝的な作品であるため、この組み合わせにおいては「複数作品」の定義から除外することとする。
なお、以下この記事中においてナンバリングタイトルを『I』から『V』、幻想水滸外伝を『外伝』と省略する。

## 108星一覧
幻想水滸伝シリーズの108星を挙げ、対応する水滸伝の人物を併記する。
| 宿星   | 幻想水滸伝                               | 幻想水滸伝II           | 幻想水滸伝III              | 幻想水滸伝IV                      | 幻想水滸伝V              | 幻想水滸伝ティアクライス | 幻想水滸伝 紡がれし百年の時 | 水滸伝 |
| ------ | ---------------------------------------- | ---------------------- | -------------------------- | --------------------------------- | ------------------------ | ------------------------ | --------------------------- | ------ |
| 天魁星 | 主人公                                   | 主人公                 | トーマス                   | 主人公                            | 主人公                   | 主人公                   | 主人公                      | 宋江   |
| 天罡星 | レパント                                 | リドリー・ワイゼン     | ササライ                   | リノ・エン・クルデス              | ラージャ                 | ダイアルフ               | ジャグワン                  | 盧俊義 |
| 天機星 | マッシュ・シルバーバーグ                 | シュウ                 | シーザー・シルバーバーグ   | エレノア・シルバーバーグ          | ルクレティア・メルセス   | リウ・シエン             | レギウス                    | 呉用   |
| 天間星 | ルック                                   | ルック                 | ルック                     | テッド                            | ゼラセ                   | ゼノア                   | ゼフォン                    | 公孫勝 |
| 天勇星 | ハンフリー・ミンツ                       | ハンフリー・ミンツ     | デュパ                     | タル                              | クレイグ・ラーデン       | オルドヴィーク           | ゴンボスレン                | 関勝   |
| 天雄星 | カシム・ハジル                           | ハウザー               | ユーバー                   | イザク                            | ガレオン                 | メギオン                 | ザヴィド                    | 林冲   |
| 天猛星 | クワンダ・ロスマン                       | キバ・ウィンダミア     | シバ                       | アクセル                          | ボズ・ウィルド           | ヴァズロフ               | ボールドン                  | 秦明   |
| 天威星 | ペシュメルガ                             | ペシュメルガ           | ルシア                     | セルマ                            | ナクラ                   | エヌムクラウ             | モーディ                    | 呼延灼 |
| 天英星 | グレミオ                                 | シエラ・ミケーネ       | ユイリ                     | アルド                            | リオン                   | マリカ                   | ミュラ                      | 花栄   |
| 天貴星 | ウォーレン                               | テレーズ・ワイズメル   | サロメ・ハラス             | シュトルテハイム・ラインバッハ3世 | タルゲイユ               | ネイラ                   | ラスカリス・リウイス        | 柴進   |
| 天富星 | クン・トー                               | ニナ                   | ジンバ                     | チープー                          | [ 注 2 ]                 | レスノウ                 | リュセリ                    | 李応   |
| 天満星 | クレオ                                   | [ 注 3 ]               | ジョアン                   | ポーラ                            | ダイン                   | ディアドラ               | ユディエラ                  | 朱仝   |
| 天孤星 | ビクトール                               | ビクトール             | ジョー軍曹                 | キカ                              | カイル                   | ルバイス                 | デューカス                  | 魯智深 |
| 天傷星 | バレリア                                 | バレリア               | ヒューゴ                   | ケネス                            | ゼガイ                   | ベレムエル               | ツェレンドラム              | 武松   |
| 天立星 | グリフィス                               | フィッチャー           | バズバ                     | ラマダ                            | イサト                   | ゲシュッツ               | シャルフ                    | 董平   |
| 天捷星 | クライブ                                 | クライブ               | ユン                       | トラヴィス                        | ハスワール               | ザイン                   | フォルネ                    | 張清   |
| 天暗星 | フリック                                 | フリック               | エッジ                     | スノウ・フィンガーフート          | ベルクート               | ルオ・タウ               | オゥヤー                    | 楊志   |
| 天祐星 | カミーユ                                 | ツァイ                 | ユミィ                     | レイチェル                        | ノーマ                   | チェイン                 | エルミオーネ                | 徐寧   |
| 天空星 | クロイツ                                 | ジェス                 | フーバー                   | ヘルガ                            | アックス                 | ナズ                     | カドモス                    | 索超   |
| 天速星 | スタリオン                               | スタリオン             | ナッシュ・クロービス       | セドリック                        | キャザリー               | ツァウベルン             | ギジェリガー                | 戴宗   |
| 天異星 | カゲ                                     | ゲオルグ・プライム     | アイラ                     | キーン                            | ゲオルグ・プライム       | ドガ                     | ヌミストロ                  | 劉唐   |
| 天殺星 | フー・スー・ルー                         | ハンナ                 | ハレック                   | ゴー                              | エルンスト               | ボッシュ                 | ウッツェ                    | 李逵   |
| 天微星 | キルキス・シャナ・クエス・ラビアンカーナ | キリィ                 | クリス・ライトフェロー     | グレッチェン                      | キリィ                   | スフィール               | ニド                        | 史進   |
| 天究星 | ミルイヒ・オッペンハイマー               | アニタ                 | エステラ                   | コンラッド                        | シュラ・ヴァルヤ         | セレン                   | ヤンセン                    | 穆弘   |
| 天退星 | パーン                                   | [ 注 3 ]               | セシル                     | ジュエル                          | シュン                   | ジェイル                 | ジーノ                      | 雷横   |
| 天寿星 | ソニア・シューレン                       | ナナミ                 | ゲド                       | カタリナ                          | ベルナデット・イーガン   | ラジム                   | イリア・バルカイ            | 李俊   |
| 天剣星 | アンジー                                 | リィナ                 | メルヴィル                 | ロウセン                          | ヴォリガ                 | ドロモン                 | スニル                      | 阮小二 |
| 天平星 | タイ・ホー                               | タイ・ホー             | エース                     | シラミネ                          | ランス                   | クロデキルド             | グワイニー                  | 張横   |
| 天罪星 | カナック                                 | アイリ                 | アラニス                   | ロウフォン                        | ワシール                 | フェレッカ               | エフィル                    | 阮小五 |
| 天損星 | ヤム・クー                               | ヤム・クー             | クイーン                   | ウゲツ                            | フレイル                 | フレデグンド             | ブートゥルーガ              | 張順   |
| 天敗星 | レオナルド                               | ボルガン               | エリオット                 | ロウハク                          | オロク                   | シャバック               | リスティル                  | 阮小七 |
| 天牢星 | ヒックス                                 | ヒックス               | フランツ                   | ラクジー                          | ヨラン                   | シャムス                 | ノデリ                      | 楊雄   |
| 天彗星 | テンガアール                             | テンガアール           | イク                       | リキエ                            | ニック                   | マナリル                 | メアメイ                    | 石秀   |
| 天暴星 | バルカス                                 | フリード・ヤマモト     | スコット                   | ジャンゴ                          | ヴィルヘルム             | ノーヴァ                 | ビョルン                    | 解珍   |
| 天哭星 | シドニア                                 | ヨシノ・ヤマモト       | アーニー                   | ブレック                          | ミューラー               | ソフィア                 | ルルサ                      | 解宝   |
| 天巧星 | アイリーン                               | チャコ                 | ディオス                   | フレア                            | トーマ                   | ティグール               | ナジン                      | 燕青   |
| 地魁星 | レオン・シルバーバーグ                   | クラウス・ウィンダミア | アルベルト・シルバーバーグ | ターニャ                          | シウス                   | ギリアム                 | マクシモス・ザフィール      | 朱武   |
| 地煞星 | ジョルジュ                               | ギルバート             | ムーア                     | ジェレミー                        | レーヴン                 | ミズラック               | ロドリク                    | 黄信   |
| 地勇星 | イワノフ                                 | テツ                   | ドミニク                   | ガレス                            | シンロウ                 | レカレカ                 | オルマール                  | 孫立   |
| 地傑星 | ジーン                                   | ジーン                 | ジーン                     | ジーン                            | ジーン                   | ムバル                   | アストリッド                | 宣贊   |
| 地雄星 | エイケイ                                 | ワカバ                 | シャボン                   | リーロン                          | ノルデン                 | インドリク               | ラドニーン                  | 郝思文 |
| 地威星 | マクシミリアン                           | マクシミリアン         | フレッド・マクシミリアン   | ゲイリー                          | イザベル                 | ヨミ                     | マザリカ・ザフィール        | 韓滔   |
| 地英星 | サンチョ                                 | ゲンシュウ             | リコ                       | エマ                              | マティアス               | チハヤ                   | ニマ                        | 彭玘   |
| 地奇星 | グレンシール                             | カミュー               | パーシヴァル・フロイライン | シグルド                          | ラハル                   | メルヴィス               | トルワド・アルブレク        | 単廷珪 |
| 地猛星 | アレン                                   | マイクロトフ           | ボルス・レッドラム         | ハーヴェイ                        | リューグ                 | アスアド                 | ロルフ・ラウグ              | 魏定国 |
| 地文星 | テスラ                                   | ジュド                 | トワイキン                 | ミッキー                          | ガンデ                   | ゴルヌイ                 | ダグズマ                    | 蕭譲   |
| 地正星 | ジャバ                                   | レブラント             | ナディール                 | ナボコフ                          | バシュタン               | ハフィン                 | ネイサ                      | 裴宣   |
| 地闊星 | ローレライ                               | ローレライ             | デューク                   | フレデリカ                        | ローレライ               | ケフレン                 | ウォーグ                    | 欧鵬   |
| 地闘星 | ブラックマン                             | トニー                 | バーツ                     | マオ                              | ゲッシュ                 | ヤディマ                 | ヤンダック                  | 鄧飛   |
| 地強星 | ヨシュア・レーベンハイト                 | ギジム                 | ブライト                   | バーソロミュー                    | フワラフワル             | ヒナ・アウマクア         | バダムハタン                | 燕順   |
| 地暗星 | モーガン                                 | リキマル               | トッポ                     | ヘルムート                        | リヒャルト               | ムールゲント             | ヘイドレク                  | 楊林   |
| 地軸星 | モース                                   | ガンテツ               | ビッチャム                 | パブロ                            | ワボン                   | キミヤ                   | ツオムジン                  | 凌振   |
| 地会星 | エスメラルダ                             | シモーヌ・ベルドリッチ | ガウ                       | バン                              | ルセリナ・バロウズ       | モアナ                   | ゴーセ                      | 蔣敬   |
| 地佐星 | メロディ                                 | コーネル               | リード                     | リールン                          | ラニア                   | アマラリク               | ソラブ                      | 呂方   |
| 地祐星 | チャップマン                             | ハンス                 | サムス                     | リーレン                          | モンセン                 | キラルド                 | セウ・ジン                  | 郭盛   |
| 地霊星 | リュウカン                               | ホウアン               | ミオ                       | ユウ                              | シルヴァ                 | ユーニス                 | キアロ                      | 安道全 |
| 地獣星 | フッケン                                 | トウタ                 | トウタ                     | キャリー                          | ムラード                 | ザフラー                 | オド                        | 皇甫端 |
| 地微星 | フッチ                                   | フッチ                 | フッチ                     | ダリオ                            | ガヴァヤ                 | タージ                   | ムーイー                    | 王英   |
| 地急星 | カスミ                                   | カスミ                 | リリィ・ペンドラゴン       | ミレイ                            | ハヅキ                   | ユラ                     | シルディス                  | 扈三娘 |
| 地暴星 | マース                                   | バド                   | ジェファーソン             | ラインホルト                      | モルーン                 | ノムノ                   | ソウ・ジン                  | 鮑旭   |
| 地然星 | クロウリー                               | メイザース             | セラ                       | ウォーロック                      | レヴィ                   | ヌザート                 | ユユドラヤ                  | 樊瑞   |
| 地好星 | フウマ                                   | モンド                 | ワタリ                     | アカギ                            | シグレ                   | サーヴィラ               | サティヤカ                  | 孔明   |
| 地狂星 | ムース                                   | サスケ                 | アヤメ                     | ミズキ                            | サギリ                   | リュキア                 | フリディカ                  | 孔亮   |
| 地飛星 | ミース                                   | レオナ                 | セバスチャン               | オルナン                          | マリノ                   | コウ・ロー               | ニクンバ                    | 項充   |
| 地走星 | セルゲイ                                 | アダリー               | シズ                       | マニュ                            | バベッジ                 | バルザム                 | サウ・ジン                  | 李袞   |
| 地巧星 | キンバリー                               | ラウラ                 | ホルテスVII世              | ルネ                              | ハレス                   | グントラム               | インゴルフ                  | 金大堅 |
| 地明星 | シーナ                                   | シーナ                 | エレーン                   | アメリア                          | ニフサーラ               | ロベルト                 | ユーグ                      | 馬麟   |
| 地進星 | ケスラー                                 | キニスン               | ジャック                   | ニコ                              | ヤール                   | エウスミール             | モズロマス                  | 童威   |
| 地退星 | マルコ                                   | シロ                   | ジョーカー                 | ウェンデル                        | ネリス                   | ニクティス               | ヌーマ                      | 童猛   |
| 地満星 | ゲン                                     | アマダ                 | ワン・フー                 | トーブ                            | ムルーン                 | ニムニ                   | ウフレッド                  | 孟康   |
| 地遂星 | ユーゴ                                   | エミリア               | アイク                     | フィル                            | アズラッド               | ソタ                     | ノルバノス・ノビリオス      | 侯健   |
| 地周星 | ヘリオン                                 | ザムザ                 | レオ・ガラン               | ユージン                          | ベゲン                   | ガシュガル               | ベレニケ・ノビリオス        | 陳達   |
| 地隠星 | ミーナ                                   | カレン                 | ロラン・レザウルス         | ミツバ                            | ミアキス                 | メイベル                 | ディーリーリ                | 楊春   |
| 地異星 | ミリア                                   | ロウエン               | シャロン                   | リーラン                          | シャルミシタ             | ルファ                   | シウ・ジン                  | 鄭天寿 |
| 地理星 | カマンドール                             | テンコウ               | ニコル                     | ナタリー                          | ズンダ                   | ラバキン                 | エンヘバト                  | 陶宗旺 |
| 地俊星 | ジュッポ                                 | からくり丸             | からくり丸Z                | ナオ                              | ソレンセン               | ヤード                   | トリマルキオ                | 宋清   |
| 地楽星 | カシオス                                 | アンネリー             | ネイ                       | エチエンヌ                        | コルネリオ               | ラミン                   | クレイオン                  | 楽和   |
| 地撻星 | ビッキー                                 | ビッキー               | ビッキー                   | ビッキー                          | ビッキー                 | ホツバ                   | カウリヤ                    | 龔旺   |
| 地速星 | ルビィ                                   | コウユウ               | ビッキー（子供）           | ケイト                            | ツヴァイク               | ワヒエ                   | チクラ                      | 丁得孫 |
| 地鎮星 | ヴァンサン・ド・ブール                   | ヴァンサン・ド・ブール | オーギュスタン・ナボール   | シャルルーマーニュ                | ジョセフィーヌ           | ノフレト                 | ヨフール                    | 穆春   |
| 地稽星 | メグ                                     | メグ                   | ベル                       | リタ                              | ルウ                     | ミーネ                   | ルージン                    | 曹正   |
| 地魔星 | タガート                                 | ムクムク               | コロク                     | オレーグ                          | マルーン                 | ナムナ                   | クーカブラ                  | 宋万   |
| 地妖星 | ジョバンニ                               | マルロ・コーディー     | アーサー                   | ペロー                            | テイラー                 | シスカ                   | ネルヴァン                  | 杜遷   |
| 地幽星 | クインシー                               | リッチモンド           | キッド                     | デボラ                            | オボロ                   | ナキル                   | ケルシウス                  | 薛永   |
| 地伏星 | アップル                                 | アップル               | アップル                   | アグネス                          | レレイ                   | レン・リイン             | レーテ                      | 施恩   |
| 地僻星 | カイ                                     | ロンチャンチャン       | ケンジ                     | トリスタン                        | ゲンオウ                 | ウラガン                 | ヤグアス・リウイス          | 李忠   |
| 地空星 | ロッテ                                   | ミリー                 | メル                       | ノア                              | メルーン                 | ネムネ                   | チャムジン                  | 周通   |
| 地孤星 | メース                                   | テッサイ               | ペギィ                     | アドリアンヌ                      | ドンゴ                   | ガドベルク               | スウ・ジン                  | 湯隆   |
| 地全星 | オニール                                 | タキ                   | マーサ                     | セツ                              | フヨウ                   | アーニャ                 | ラクイラ                    | 杜興   |
| 地短星 | クロミミ                                 | ゲンゲン               | ワイルダー                 | ナルクル                          | ログ                     | モーリン                 | ワーン                      | 鄒淵   |
| 地角星 | ゴン                                     | ガボチャ               | レット                     | チャンポ                          | ラン                     | ヨベル                   | イーリン                    | 鄒潤   |
| 地囚星 | アントニオ                               | ユズ                   | ルイス・キファーソン       | フンギ                            | シュンミン               | オータ                   | タラシオ・ルシオ            | 朱貴   |
| 地蔵星 | レスター                                 | ハイ・ヨー             | メイミ                     | ペコラ                            | レツオウ                 | ワスタム                 | ホルテンシウス              | 朱富   |
| 地平星 | キルケ                                   | カーン・マリィ         | ルビ                       | マキシン                          | エグバート・エセルバルド | ビュクセ                 | ビーアーガ                  | 蔡福   |
| 地損星 | ロック                                   | バーバラ               | ムト                       | バジル                            | チャック                 | ムーロ                   | ゲレル                      | 蔡慶   |
| 地奴星 | ルドン                                   | シド                   | ランディス                 | イーゴリ                          | ビャクレン               | ハウ・シー               | メフィティス                | 李立   |
| 地察星 | シルビナ                                 | シン                   | キャシィー                 | リーリン                          | キサラ                   | ラティルダ               | ドミティア                  | 李雲   |
| 地悪星 | ロニー・ベル                             | オウラン               | エミリー                   | カール                            | ニケア                   | ジーヴィッカ             | ベルタ                      | 焦挺   |
| 地醜星 | ガスパー                                 | シロウ                 | ビリー                     | ギュンター                        | リンファ                 | セミアス                 | ワフディ                    | 石勇   |
| 地数星 | ウィンドゥ                               | アレックス             | マイク                     | デスモンド                        | フェイロン               | ローガン                 | アモリー                    | 孫新   |
| 地陰星 | マリー                                   | ヒルダ                 | ルース                     | ルイーズ                          | フェイレン               | エリン                   | ミリエル                    | 顧大嫂 |
| 地刑星 | ゼン                                     | ボブ                   | サナエ・ヤマモト           | ケヴィン                          | スバル                   | ソロウ                   | ペルジド                    | 張青   |
| 地壮星 | セイラ                                   | エイダ                 | アンヌ                     | パム                              | ウルダ                   | スヴェン                 | ポロック                    | 孫二娘 |
| 地劣星 | サンスケ                                 | ピコ                   | ゴロウ                     | タイスケ                          | ミルーン                 | ヌムヌ                   | メズワル                    | 王定六 |
| 地健星 | クロン                                   | アルバート             | ピッコロ                   | ナレオ                            | チサト                   | イクス                   | ナリシュヤ                  | 郁保四 |
| 地耗星 | テンプルトン                             | テンプルトン           | ロディ                     | ハルト                            | タカム                   | トンガチヒ               | ヨウィン                    | 白勝   |
| 地賊星 | クリン                                   | ホイ                   | ギョーム                   | オスカル                          | ロイ                     | ミュン・ツァン           | ムドガラ                    | 時遷   |
| 地拘星 | チャンドラー                             | ゴードン               | ゴードン                   | シャドリ                          | サイロウ                 | ツフルル                 | ケティル                    | 段景住 |

1. ↑  死亡した場合は、ボリス・ワイゼンが宿星を引き継ぐ。
2. ↑  エレシュあるいはユーラム・バロウズのいずれかが入る。
3. 1 2  大型モンスター（フェザー、ジークフリード、アビズボア）のうち、最初に仲間になった方が「天満星」、後で仲間になったほうが「天退星」に入る（ルロラディアとチュカチャラは含まれない）。
4. ↑  『IV』『V』では「天弧星」表記。
5. 1 2  『II』では、バレリアとカスミはいずれか片方のみ仲間になる。仲間にしなかった側の宿星にはトモが入る。
6. ↑  『V』『ティアクライス』では「天佑星」表記。
7. ↑  『III』『紡がれし百年の時』では「天慧星」表記。
8. ↑  『I』『IV』では「天功星」表記。
9. ↑  『IV』『V』『ティアクライス』では「地佑星」表記。
10. ↑  『I』『IV』では「地功星」表記。
11. ↑  『IV』では「地逐星」表記。
12. ↑  『I』では「地陰星」表記。
13. ↑  『I』では「地耕星」表記。
14. ↑  『III』『紡がれし百年の時』では「地狗星」表記。
15. 1 2  『II』のゴードンと『III』のゴードンは、宿星と名前が同じだが別の人物。

## 108星
複数の作品に登場する人物のうち、一度でも108星に名を連ねたキャラクターを列挙する。なお、作品によっては登場しても108星とならないこともある（例 - テッド、レオンなど）。

### ア行
アップル
声 - 能登麻美子（IIドラマCD）
登場作品 - I、II、外伝Vol.2、III
マッシュ・シルバーバーグ（『I』）の塾生で軍師の直弟子。太陽暦442年生まれ）、身長162cm（『III』）。赤月帝国セイカの村の出身。食の好みは洋風好き（『II』）。自ら掲げた理想のためにはどんな苦労もいとわない強さを持つ。思想的には理想主義者で、シュウ（『II』）曰く「マッシュの精神を受け継いだ人物」。マッシュを尊敬しており、門の紋章戦争当時はマッシュを戦争の道へ引き込んだ『I』主人公を恨んでいた。3年後のデュナン統一戦争では『II』主人公と兄弟子のシュウを引き合わせることに尽力し、シュウと対面時には助力を断るシュウの「土下座でもしてみるか？」という挑発にさえ敢えて乗って、大勢の人が見ている前で服が汚れるのも構わずに床に手を着いて土下座してシュウに助力を懇願し、「マッシュ先生に教えを受けたというプライドがないのか！」というシュウの言葉にも一切ひるまず「必要なことなら自分のちっぽけなプライドなんて捨てられる」と言い放つなど毅然とした態度で兄弟子の心を動かし、最終的にはシュウを仲間に引き込むことに多大な貢献をした。戦争終結まで新同盟軍副軍師として従軍した。マッシュ死後から伝記を作成しており、統一戦争終了後にはそのための旅に出ている。15年後にはシーザー・シルバーバーグ（『III』）の師匠のような役割を務めており、シーザーとともに英雄戦争で破壊者と対峙している。なお、デュナン統一戦争から英雄戦争の間に結婚していた時期があったが、夫の浮気が原因で離婚している。相手については明言されていないが、旧作登場キャラクターであることを窺わせる発言がされている。
ヴァンサン・ド・ブール
登場作品 - I、II、外伝Vol.2
各地を遊学中の自称「帝国貴族」。太陽暦426年生まれ、赤月帝国グレッグミンスター出身。食の好みは洋風好き（『II』）。恩義に厚い人物であり、一度でも世話になった相手は「心の友」と呼ぶ。トレードマークは口にくわえた薔薇。

### カ行
カゲ
登場作品 - I、II
凄腕で知られる忍者。太陽暦431年生まれ。金さえ払えば誰にでもつくと公言するが、契約中は決して裏切る事はなく、任務を完璧に遂行する。門の紋章戦争中には赤月帝国と契約してドワーフの金庫から焦魔鏡の設計図を盗み、その後は解放軍に組して終戦を迎えている。デュナン統一戦争ではハイランド王国と契約し、ジョウイ・アトレイドとルカ・ブライト（いずれも『II』）の連絡のやり取りをしていた。なお、ハイランド王国など仕えた忍者組織「カゲ」の存在が明言されており、「カゲ」の名前は個人を指すものではなく、その構成員が共通して名乗っている名前である可能性もある。
カスミ
声 - 伊藤かな恵（Iラジオドラマ）
登場作品 - I、II、外伝Vol.2
「もずの紋章」を宿したくノ一。太陽暦441年生まれ、ロッカクの里出身。食の好みは和風好き（『II』）。門の紋章戦争ではテオ率いる赤月帝国軍の襲撃を受けたロッカクの里から脱出し、解放軍に助けを求めてそのまま参加している。戦後はロッカクの里に戻り副頭領となっており、『II』での選択によっては（バレリアとの二択）トラン共和国代表としてデュナン統一戦争に派遣される。門の紋章戦争で出会った『I』主人公に恋心を抱いており、『I』から『II』にデータコンバートした際に追加されるイベントで、カスミがパーティに入っていると固有のシーンが追加される。
からくり丸、からくり丸Z
登場作品 - II、外伝Vol.2、III
トラン共和国の天才カラクリ師ジュッポ（『I』）が作ったタル型ロボット。身長112cm（『III』）。食の好みは味オンチ（『II』）。門の紋章戦争直後に作られ、デュナン統一戦争の頃には、メグとともに諸国を旅していた。英雄戦争の頃には“からくり丸Z”へとグレードアップが施されており、メグの娘のベル（『III』）とともに旅をしていた。
キリィ
声 - 藤原啓治（V）
登場作品 - II、外伝Vol.2、V
シンダル文明の謎を追いかける男性。太陽暦430年生まれ、ファレナ女王国出身。食の好みは魚好き（『II』）。ファレナ女王国で太陽の紋章が宿されている胸像に興味を持ち、ゴドウィン派のクーデターに便乗して研究者の1人として接近するもギゼル・ゴドウィンやドルフに警戒された末捕まり、アゲイト監獄に収監されていた。その後脱獄して内紛終結後に旅立つが、ローレライの策略によりファレナ女王国に引き返し、再度投獄されている。太陽暦460年ごろには監獄を出ており（釈放か脱獄かは不明）、シンダル族を追ってデュナン湖周辺を訪れている。
目的のためなら手段を選ばない危険な性格をしているが狂信者の類ではなく、アレックス（『II』）とのやりとりなどからそれなりの分別も持ち合わせている様子が窺える。多くのシンダル族を追う者は遺跡などの文明の痕跡を追い求める対して、キリィの追い求める「シンダル文明」とはそのようなものではないと語っているが、具体的にどのようなものかは語られていない。
キリィの纏う真紅の更衣は伝説の「赤き鳥」をモチーフにしたものとされており、ツヴァイク（『V』）によるとファレナ女王国の伝承に残る「紅衣の巡礼者」と通じる部分があるという。なお、ツヴァイクはクーデター終結後にキリィの話を交えて伝承が示す場所を突き止めたが、そこには1本の巨木があっただけであった。
クライブ
登場作品 - I、II、外伝Vol.1
ハルモニアの独立ギルド「ほえ猛る声の組合」の構成員。太陽暦433年生まれ、ハルモニア神聖国ほえ猛る声の組合出身。食の好みはなんでもマズイ（『II』）。騎士級ガンナーで、「ほえ猛る声の組合」のギルド長の証である銃「シュトルム」を持つ。「シュトルム」は銃自身が意思を持った特殊な銃で、精霊が宿っているあるとの伝説があるが、星辰剣のような真の紋章ではないと開発者が明言している。自分の兄同然に慕っていたギルド長ケリィを殺害したエルザ（『II』）を追って、各地を放浪しており、デュナン統一戦争末期にハイランド王国のサジャの村で一騎討ちの果てにエルザを殺害する。そこで自分達が組合の長老たちの思惑と策略に踊らされていたことを知る。
ゲオルグ・プライム
声 - 小谷津央典（V）
登場作品 - I（説明書のイラストのみ）、II、外伝Vol.1、V
各地を放浪する剣豪。太陽暦419年生まれ、出身地は不明。食の好みは甘党（『II』）。各地を点々とする流れの剣豪であり、各地で起こる戦乱に関わっていることも多い。若いうちから剣の腕は秀でていたようだが、慢心から左目を負傷し、命の危機に瀕していたところをフェリド（『V』）に救われている。この件について詳細な経緯は明かされていないが、この出会いはゲオルグにとって後々大きな意味を持つことになる。
太陽暦446年ごろには赤月帝国六将軍の1人「二太刀いらずのゲオルグ」と呼ばれ、後に皇帝となるバルバロッサ・ルーグナー（『I』）の下で継承戦争を戦ったが、戦後間もなく赤月帝国を去っている。
その後、ファレナ女王国の女王騎士長の座に就いたフェリドから招待を受け、同国の女王騎士に就任している。これは、ゲオルグの技術が女王騎士として通用するという確信があったことに加え、ゴドウィン家との不穏な動きを察知し「太陽の紋章」を宿して精神的に不安定になっていた女王アルシュタート・ファレナス（『V』）の暴走を止めるための「保険」としてであった。太陽暦448年に発生したクーデターではフェリド自身も「太陽の紋章」によって死亡したため、錯乱状態で紋章を暴走させるアルシュタートをゲオルグが刺殺した。前述の通り生前に女王から依頼されていたためであったが、責任をゲオルグに転嫁することを目論んだゴドウィン家によって「ゲオルグが女王と騎士長を殺害し、王子を攫って逃亡した」として国内外へ伝えられてしまう。国内においてはゴドウィン家の領地を除いてそもそも鵜呑みにはされず、またクーデター平定においての活躍からそのような誤解は解消された向きがあるが、特にゴドウィン家によるリムスレーアの即位式以降の国交が乏しい赤月帝国以北の地域には正確な情報が伝えられていない様子がある。
内乱平定後は「理由はどうあれ女王を刺したのは事実」と自らファレナを離れ、約10年後の太陽暦460年にデュナン統一戦争で新同盟軍に加担するまでの消息は不明。それ以外にグラスランドでは「黒い月の戦士」を歴任していたようだが、時期や詳細は不明。
『I』の説明書のイラストでは眼帯をしているものの、『II』では眼帯をしていないという矛盾が指摘されていたが、前述した左目の負傷に際して戒める意味で眼帯をしており、『V』でファレナ女王国の内紛が解決した後に眼帯を外したという経緯が説明されている。なお、極度の甘党であり大好物の「チーズケーキ」が初期装備になっているのはシリーズおなじみである。

### サ行
ササライ
登場作品 - II、外伝Vol.2、III
ハルモニア神聖国の神官将で、「真なる土の紋章」の継承者。太陽暦443年生まれ、身長166cm（『III』）。ハルモニア神聖国出身。ルックと同じく真の紋章を宿すための器として生み出された神官長ヒクサクのクローンであり、ルックより先に誕生しているため兄とされている。ルックとは異なり魂と紋章は融合しておらず、また英雄戦争で知らされるまで自らの境遇も知ることなく育ってきた。デュナン統一戦争には、ハルモニア神聖国からハイランド王国へ派兵された部隊の将軍として参戦している。英雄戦争では副官のディオス（『III』）とともにハルモニア神聖国の「紋章狩り」でグラスランドを訪れている。その後、破壊者に「真なる土の紋章」を奪われて炎の英雄と合流、以降は協力して破壊者に立ち向かっている。
シーナ
登場作品 - I、II、外伝Vol.2
トラン共和国初代大統領レパント（『I』）の一人息子。太陽暦441年生まれ、赤月帝国コウアン出身。食の好みはなんでもマズイ（『II』）。金持ちのボンボンとして育てられており、女性に対して軽い性格で、戦闘ではほとんどの女性キャラをかばっている。その性格と放浪癖も併せて父から度々叱られているものの懲りる様子はないが、母のアイリーン（『I』）には頭が上がらない模様。門の紋章戦争後に一族に代々伝えられている名刀「キリンジ」を譲り受けている。デュナン統一戦争当時は都市同盟域内を放浪しており、新都市同盟とトラン共和国の間を取り持っている。本人はそのままグレッグミンスターに留まるつもりだったようだが、レパントの名代として新都市同盟への協力を申し付けられている。
その性格とは裏腹に、父レパントの剣術の才と母アイリーンの魔法の才を受け継いでおり、『外伝』ではナッシュやオウラン、ハンフリーやフッチ達とともにはぐれ竜を相手に戦った。
ジーン
声 - 甲斐田裕子（IV、Rhapsodia、V）
登場作品 - I、II、外伝Vol.1、III、IV、Rhapsodia、V
魅惑の女性紋章師。食の好みは洋風好き（『II』）。出生年や出身地は不明で、群島解放戦争のころは流れの紋章師であったが、それ以降は何故か毎回戦乱の起きる場所で店を構えている。また、『II』や『外伝』ではグリンヒルのニューリーフ学園で講師を務め、グリンヒルに攻めて来たハイランド王国軍との戦いに参加した。同一人物とすれば作中で描かれている範囲だけで、少なくとも太陽暦307年から太陽暦475年までの170年以上生きているが、真の紋章の継承者ではないと開発者によって明言されている。また、口調や性格が作品ごとに差異があることや、コロク（『III』）に対する発言、ジーンの秘密を調査した探偵の不可解な言動などの事柄からシリーズ随一の謎の多い人物となっている。
紋章師としての腕前や魔力は一流で、雷の魔法を得意としている。魔法の才能は仲間キャラクターでもトップクラスで、戦争イベントや戦闘要員（『IV』以降）としても遺憾無く発揮している。また、『外伝』や『V』の小説版では、ナッシュやカイル（『V』）に対して合体魔法のような補助を行っている。『V』ではゴドウィン家によるクーデター後、ゴドウィン家の依頼を受けてリムスレーア・ファレナスに「太陽の紋章」を宿す手伝いをし、西の離宮においてアレニアに「黄昏の紋章」を宿させた。これはジーンの能力をギゼル・ゴドウィン（『V』）が高く評価したことと、彼女自身が2つの紋章に興味を有していたのに起因する。
初出の『I』ではやや露出度の高いローブ姿であったが、シリーズごとに露出度が増していく傾向がある。そのため『V』劇中ではリムスレーアと自分の店で対面した際、この手の事に免疫の無い彼女を大いに慌てさせた。髪の色は本来は灰色であったが、『V』ではファレナ王家との混同を避けるためかややピンクがかった色に変更されている。ラウラ（『II』）は友人であり、ゼラセやエレシュ（ともに『V』）とも顔馴染みである。なお、外伝を含めた旧シリーズの作品全てに登場する唯一のキャラクターである。
ジョーカー（ワン）
登場作品 - 外伝Vol.2、III
ハルモニア神聖国地方軍南部辺境警備隊所属の隊員。太陽暦429年生まれ、身長169cm（『III』）。出身地は不明。中華式拳法の名手であると同時に紋章の使い手でもある。かつては某国にいたが国を追われ、太陽暦460年の時点ではカレリアで辺境警備隊の仕事をしており、太陽暦468年頃にゲド（『III』）が警備隊第十二小隊の隊長になると間もなく小隊員となっている。警備隊では常にコードネームを名乗っており、太陽暦460年当時は「ワン」、第十二小隊に所属すると「ジョーカー」に改名している。酒癖が悪く、一旦飲むと周りに相当な被害が出るらしい。
スタリオン
登場作品 - I、II、外伝Vol.1
俊足を誇るエルフ、自称「韋駄天スタリオン」。太陽暦432年生まれ、赤月帝国大森林エルフの村出身。食の好みはなんでもウマイ（『II』）。世界一速い男を目指しており、門の紋章戦争中にエルフの集落が焼き討ちにあってからは各地を旅して修行している。一般的にエルフは気位が高いとされるが、速さこだわるスタリオンは軽い性格もあってかリッチモンド（『II』）から「エルフらしくない」と評している。高速移動が可能になる特殊な紋章「真神行法の紋章」を宿しており、『I』ではエルフの集落が焼かれた際にシルビナ（『I』）を救い出し、『外伝』ではグリンヒルの戦いで弓兵に狙われたテレーズ・ワイズメル（『II』）を救うという活躍を見せている（ただしその後、スタリオン本人は占領されたグリンヒルから逃亡している）。

### タ行
タイ・ホー
登場作品 - I、II
博打を好む漁師。太陽暦423年生まれ、赤月帝国カク出身。食の好みは和風好き（『II』）。博打を生きがいとしていて「サイの目は天意」という思想を持ち、自分の命を預けるに足る天運と意気のある人物には積極的に手を貸す。通り名は「命知らずのタイ・ホー」。クン・トー（『I』）とは昔からの知り合いで、危険な仕事にもいろいろと手を染めていた。門の紋章戦争後にキンバリー（『I』）が家に押しかけており、そのまま居ついてしまったので、クン・トーから仕事を頼まれたという名目で都市同盟へと赴いている。
テッド
声 - 赤石広樹（IV）、石田彰（Iラジオドラマ）
登場作品 - I、外伝Vol.2、IV
隠された紋章の村出身の少年で、太陽暦150年ごろにウィンディ（『I』）によって村が襲われて以来、300年にわたって真の紋章「ソウルイーター」を守り続けてきた、身長165cm（『IV』）。出生年は不明、隠された紋章の村出身。「ソウルイーター」の呪いのため他者と深く関わろうとはせず、最初に心を開いたのは、300年後に自分を保護したテオ・マクドールの息子の『I』主人公であるという。「ソウルイーター」の呪いを忌み嫌っており、太陽暦307年ごろには霧の船の導者（『IV』）に渡すことで一時的に呪いから逃れているが、同じく呪われた紋章である「罰の紋章」を宿していながら群島諸国のために戦う『IV』主人公と出会ったことで感化され、「ソウルイーター」から逃げない決意を固めている。その後150年間紋章を守り続けていたが、赤月帝国のグレッグミンスターでウィンディと再会したことが運命を変える。ウィンディから逃げ出すものの満身創痍となり、『I』主人公に「ソウルイーター」を託す。一命を取り留めるもののウィンディに操られ「ソウルイーター」を奪う道具として扱われるが、最後の意志で「ソウルイーター」に自らの命を捧げ息絶えた。
テンガアール
登場作品 - I、II、外伝Vol.1
戦士の村出身の少女で、村長ゾラック（『I』）の一人娘。ボク少女。太陽暦442年生まれ、赤月帝国戦士の村出身。食の好みは魚好き（『II』）。思い込みが激しい性格で、ヒックスと早く結婚したい一心で無理やり成人の儀式へと追い立てている。その一方、飛び道具と魔法の腕前は確かであり、外伝Vol.1ではナッシュがその餌食になりかけた。
テンプルトン
登場作品 - I、II、外伝Vol.1
世界を駆け巡る地図職人の少年。太陽暦446年生まれ、カナカン出身。食の好みは普通（『II』）。世界の端を見るために各地を巡って地図を作っており、戦乱によって地図が変ってしまうことを嫌悪し、戦争を早期に終結させるために解放軍や新同盟軍に参加している。
トウタ
登場作品 - II、III
医師見習い、後に放浪の医師。太陽暦449年生まれ、身長172cm（『III』）。ミューズ市国ミューズ出身。食の好みは中華好き（『II』）。名医として知られたホウアン（『II』）の助手で、デュナン統一戦争では後方支援部隊として従軍していた。戦後もしばらくはホウアンの下で経験を積んでいたが、医術の遅れた地域を巡る旅に出ている。旅の最中にハイイースト動乱が勃発し、軍医としてデュナン国軍に従軍し、そこで後に助手となる看護師のミオ（『III』）と出会っている。英雄戦争にはミオとともに従軍しており、戦後はハレック（『III』）の村の危機を救うため無名諸国へと旅立っている。

### ナ行
ナッシュ・ラトキエ（ナッシュ・クロービス）
登場作品 - 外伝、III
ハルモニア神聖国の諜報員。太陽暦438年生まれ、身長183cm（『III』）。ハルモニア神聖国クリスタルバレー出身。古くはハルモニアの貴族の名家にして民衆派の筆頭であったラトキエ家の長男であり、神殿近衛隊の一員でもあった。猛毒を仕込んだ二本の双蛇剣「グローサー・フルス」を持っていたが、通常は隠し持っており非常時のみ使用していた。父の命を受け「ほえ猛る声の組合」のサウロ老の下で修行をしており、火薬の扱いを身に付け、クライブやエルザ（『II』）とは旧知の仲である。
この頃妹ユーリの婚約者ザジ・キュイロスとも親交を深め、彼を親友にして義兄弟と考えていた。しかし、父が不審な形で死亡したのを調べるべく死体の一部をサウロ老に渡して調べてもらった結果これが巧妙な毒殺であると判明。さらにザジが組合の人間である事を知ってしまう。ラトキエ邸でこれを問いただした折、それを認めたザジが自分やちょうど部屋に入ってきたユーリを隠し持ったガンで撃ち殺そうとしたので止むを得ず「グローサー・フルス」で斬った。その後、ユーリや叔母レナに残酷すぎる真実を語る事無く一人クリスタルバレーを出奔し、「グローサー・フルス」を封印しカレリアの傭兵隊の隊員となった。
その15年後の英雄戦争当時は袖の中に隠してある射出武器のスパイクを使用しており、「グローサー・フルス」は所有すらしていない。この時の性格は女性に対して軽い傾向になっており、シエラ・ミケーネ（『II』）からは「金髪のナンパ男」とも呼ばれながらも気に入られている。なお、『外伝』のストーリー終了後から英雄戦争勃発までに結婚しているかのような台詞があるが、相手について言及はされておらず、その真偽も定かではない。また、英雄戦争の頃にグラスランドやゼクセン連邦で潜入調査をするにあたり「クロービス」の姓を名乗っているが、これは結婚相手の苗字ではなく、ササライに協力するにあたり当時すでに存在しなかった「クロービス家」の名前を借りた偽名であるとされている。

### ハ行
バレリア
登場作品 - I、II、外伝Vol.2
元赤月帝国の士官で、大将軍クワンダ・ロスマン（『I』）の元部下。太陽暦431年生まれ、赤月帝国出身。食の好みは洋風好き（『II』）。カナカンのハイア門下生であり、免許皆伝の証である「はやぶさの紋章」を宿している。同門アニタ（『II』）がライバルであり、幾度となく勝負を行っている（『II』の時点では10勝1敗）。門の紋章戦争の最中にクワンダ・ロスマンの作戦を知り、エルフを救うために帝国を離反、以降は解放軍に籍を置いている。戦後はトラン共和国六将軍の一人となっており、戦場で先陣をきる勇猛さから「烈火のバレリア」と呼ばれている。『II』での選択によっては（カスミとの二択）トラン共和国代表としてデュナン統一戦争に派遣される。
ハンフリー・ミンツ
登場作品 - I、II、外伝Vol.2
「大刀のハンフリー」の異名を持つ元傭兵であり、元赤月帝国の百人隊長。太陽暦425年生まれ、赤月帝国出身。食の好みは洋風好き（『II』）。無口で必要以上のことをしゃべらないが、無愛想というわけではなく単に人付合いが苦手なだけである。赤月帝国の継承戦争ではバルバロッサ・ルーグナー（『I』）の陣営で戦い、敵方の総大将ゲイル・ルーグナーを討ち取るという大戦果を上げているが、後にカレッカで虐殺行為を命じられた憎しみから上官を斬殺して軍を脱走している。後にハンフリーは、憎しみだけで人を斬ったのはこれが最初であり、そしてこれが最後であって欲しいと語っている。その後はオデッサ・シルバーバーグ（『I』）率いる解放軍に所属し、門の紋章戦争の最中に親友の竜洞騎士団団長ヨシュア（『I』）から、騎竜を失った竜騎士フッチの保護を託されている。デュナン統一戦争の最中にフッチとともにはぐれ竜（ブライト）を見つけ、それに関してハルモニア神聖国のクリスタルバレーに向かった後の消息は不明。「大刀のハンフリー」とも呼ばれたトレードマークの大刀は、『III』までにフッチが受け継いでいる。
ビクトール
声 - 小西克幸（Iラジオドラマ、IIドラマCD）
登場作品 - I、II、外伝Vol.1
大柄な体格の傭兵。通り名は「風来坊ビクトール」。太陽暦428年生まれ、サウスウィンドゥ市国ノースウィンドゥ出身。食の好みはなんでもウマイ（『II』）。豪快でありながら、人の心も汲み取る男。風貌からは軽率で無思慮な印象を受けるが、強靭な精神力と人を惹きつける強いカリスマ性を持つ。数々の修羅場をくぐりぬけており、時には人が憚るような汚い仕事も引き受け、時には狡猾な策も弄する優秀な武人である。おせっかいなほどに面倒見がよい性格で、門の紋章戦争とデュナン統一戦争の両方に参加しており、どちらでも後にリーダーとなる少年を保護・勧誘し、紋章戦争で出会ったフリックとはその後もともに行動している。自分が離れている間にノースウィンドゥがネクロードの襲撃を受けて壊滅しており、それ以来ネクロードを追って各地を放浪し、赤月帝国では門の紋章戦争で解放軍としてネクロードと遭遇、「夜の紋章」の化身「星辰剣」の協力の下で討伐するが、後にそれは「月の紋章」による分身であることが発覚する。ネクロード本体とはデュナン統一戦争で新同盟軍として対峙しており、ヴァンパイアハンターのカーン・マリィや吸血鬼の長老シエラ・ミケーネ（ともに『II』）とともに討伐している。その後472年ごろに吸血鬼に襲われた村をフリックとともに救い、その村で出会ったエッジ（『III』）に「星辰剣」を託している。
門の紋章戦争終盤では、『I』主人公やフリックとともにグレッグミンスター城に突入、『I』主人公を逃がすためにフリックとともに城内に残り、そのまま姿を消した。その3年後にミューズ市国の傭兵となって登場するが、自身が連絡を怠ったために旧解放軍のメンバーからは死んだものと思われていた。デュナン国建国後に発生したハイイースト動乱の報せを聞きつけ、フリックとともにデュナン国側で参戦している。なお、後にシリーズ名物となる偽名「シュトルテハイム・ラインバッハ」を『I』で最初に名乗った人物であり、ビクトールは3世である（後に3世は『IV』で実在の人物として登場する）。
ビッキー
声 - 大倉彩（IV、V）
登場作品 - I、II、外伝Vol.2、III、IV、V
各主人公の前に突然現れる謎の天然系美少女。出身地は「地上のどこか」で、どの作品に登場しても年齢は常に「16歳」である。食の好みは味オンチ（『II』）。「瞬きの紋章」を宿しておりテレポート魔法を得意とするが失敗も多く、特にくしゃみをした時には制御ができないようで、周囲のものを消したり予期せぬものを呼び出したりする例も存在する。また、くしゃみでテレポートしたときには時間を越えることがあるらしく、トラン共和国建国パーティの会場（太陽暦457年）からデュナン統一戦争中のマチルダ騎士団領（太陽暦460年）へとテレポートしたようである。『III』では小さなビッキー（7歳）が登場する。小ビッキーはかなりしっかり者で口調も性格も古風であり、作中でビッキーとの関係性が語られることはないが、公式ガイドブックではビッキー（16歳）の7歳当時の姿であることを窺わせる記述がされている。
なお、容姿と性格のギャップは「テレポートする魔法使い」という設定のみでキャラデザインが行われ、後に人物設定が渡されたという一種の事故による産物である。
ヒックス
登場作品 - I、II、外伝Vol.1
戦士の村出身の少年。太陽暦440年生まれ、赤月帝国戦士の村出身。食の好みは普通（『II』）。心優しく争いごとを嫌う気弱な青年であるが、テンガアールに危機が迫ると思わぬ行動力と勇気を見せる。門の紋章戦争当時は攫われたテンガアールを救うためネクロードに立ち向かい、その際村の風習に従って剣に「テンガアール」と名付けている。門の紋章戦争後はテンガアールに引き連れられて「成人の儀式」に出立し、トゥーリバー市国のコボルト村で儀式の一部を終えている。
フッチ
登場作品 - I、II、外伝Vol.2、III
竜洞騎士団に所属する竜騎士（初出時は見習い、後に追放され、さらにその後に復任している）。太陽暦446年生まれ、身長177cm（『III』）。赤月帝国竜洞騎士団領ゴーヤ出身。食の好みは普通（『II』）。初出の『I』では活発な少年であったが、愛竜ブラックを失ったことで一時塞ぎ込んでいた様子であった。騎竜を失ったことで騎士団を追放され、新たな騎竜を得るためにハンフリー・ミンツとともにはぐれ竜について調べるためにハルモニア神聖国を目指すが、道中のマチルダ騎士団領洛帝山でブライトと出会う。新たな竜を得たことで竜洞騎士団に復任、英雄戦争のころまでには第四階位にまで昇進している。英雄戦争当時は愛用していた槍をシャロン（『III』）に譲り、自らはハンフリーから譲り受けた大刀を愛用している。
ブライト
登場作品 - II、外伝Vol.2、III
デュナン統一戦争の時期に、フッチが洛帝山で出会ったはぐれ竜。太陽暦459年生まれ、身長255cm（『III』）。15年後の英雄戦争では108星に数えられており、フッチとシャロン（『III』）の2人を乗せても悠々と舞うことが出来るほどの成竜となっている。
フリック
声 - 中村悠一（Iラジオドラマ、IIドラマCD）
登場作品 - I、II、外伝Vol.1
戦士の村出身の青年。通り名は「青雷のフリック」。太陽暦433年生まれ、赤月帝国戦士の村出身。食の好みは普通（『II』）。戦士の村の「成人の儀式」の旅の途中であるため村には戻れないが、そもそも本人も戻る気がなく、戦士の村の試練期間最長記録を日々更新し続けている。旅の途中でオデッサ・シルバーバーグ（『I』）と出会って恋人となり、オデッサがリーダーを務める解放軍にも参加している。当初は精神的に青さと脆さを持つ青年であったが、オデッサの死をきっかけに精神的に大きく成長しており、その後ビクトールとともにジョウストン都市同盟の傭兵隊を率いるほどの人物に成長した。なお、フリックの剣の名前は戦士の村の風習に従って「オデッサ」と名付けられている。
ビクトールとは赤月帝国での解放戦争当時からの付き合いであり、「腐れ縁」とも言うべき間柄である。ビクトールに一方的に振り回されている感も否定できず、トラン共和国からサウスウィンドゥ市国まで徒歩で踏破したり（フリック曰く「人間が通る道ではない」）、グレッグミンスター城から生還した後に解放軍の仲間たちへの連絡を忘れたりなどの事例があるが、少なくとも門の紋章戦争（太陽暦453年）からハイイースト動乱（太陽暦472年）までの19年間行動をともにしている。
ペシュメルガ
登場作品 - I、II
ユーバーを追っている謎の暗黒剣士。出生年、出身ともに不明で、食事や睡眠に関しての目撃例もない。食の好みは味オンチ（『II』）。「ペシュメルガ」はクルド語で「死に立ち向かう者」を意味する。ユーバーと同じ武器（クリムゾン）を用いており、作中で素顔が現れることはないがユーバーと同じ顔である。

### マ行
マクシミリアン
登場作品 - I、II、外伝Vol.1
元マクシミリアン騎士団長で、フレッド・マクシミリアン（『III』）の祖父。太陽暦395年生まれ、赤月帝国出身。食の好みは肉好き（『II』）。赤月帝国の保護下で騎士団として活動していたが、帝国の許可を得ないまま敵国の都市同盟に助力したため騎士団取り潰しにあっている。騎士団復興・悪党退治を掲げて旅をしており、戦乱が起きればすぐさま駆けつける。騎士道は一応心得ており、正義感が強い老人。モデルはドン・キホーテ。その人物像とは裏腹に、戦争イベントでは優秀な存在である。
メグ
登場作品 - I、II、外伝Vol.2
からくり師見習いの少女。太陽暦444年生まれ、赤月帝国レナンカンプ出身。食の好みは辛党（『II』）。好奇心が非常に強く、「冒険が私を呼んでいる」と言い実家を飛び出し、からくり師を目指して伯父のジュッポ（『I』）を追い回している。ジュッポを見つけて門の紋章戦争に参加し、ジュッポを探してデュナン統一戦争にも参加している。なお、この2つの戦争の間に、ジュッポからお目付け役としてからくり丸を与えられている。デュナン統一戦争の2年後に子供のベル（『III』）を産んでいるが、からくり丸Zを残していずこかへと旅立っている。

### ヤ行
ヤム・クー
登場作品 - I、II
タイ・ホーの弟分の漁師。太陽暦432年生まれ、赤月帝国セイカ出身。食の好みは和風好き（『II』）。タイ・ホーとは賭け事が原因の喧嘩で知り合っているが、後に意気投合してタイ・ホーのことを「兄貴」と呼ぶまでにいたっている。タイ・ホーと比較すると常識のある人物で、無謀な行為を繰り返すタイ・ホーをよくたしなめている。タイ・ホー以上に釣りが大好きで、『II』本拠地では釣りイベントを担当している。なお、『I』では戦闘員だが『II』では本拠地の施設要員で戦闘には参加しない。
ユーバー
登場作品 - I、II、III
真の紋章『八房の紋章』を宿した金髪の青年だが、正体は人外の存在である。身長191cm（『III』）。出生年は不明。右目が赤の蛇目、左が銀のオッドアイ。ペシュメルガとは浅からぬ因縁があるらしく、顔や武器（クリムゾン）も同じである。破壊や混沌のみを求めて戦い、誰かから指示を受けて行動することはないが、同じく世界に混沌をもたらそうとする存在には協力することもある。太陽暦150年にはすでにウィンディ（『I』）やネクロードとともに行動しており、その後も滅亡直前の赤月帝国やハイランド王国、ルックが率いる破壊者にも力を提供している。

### ラ行
リリィ・ペンドラゴン
登場作品 - II、III
ティント市長（後に共和国）のグスタフ・ペンドラゴン（『II』）の娘。太陽暦453年生まれ、身長165cm（『III』）。ティント市国出身。デュナン統一戦争当時（当時7歳）は、ティント市国を占領したネクロードに「将来嫁にする」という名目で攫われ、新同盟軍によって救出されるも、この件が成人して以後もトラウマになっている。15年後の英雄戦争当時は従者のリードとサムス（ともに『III』）を伴って、ティントの輸送隊を襲う「炎の運び手」を名乗る盗賊団を追ってグラスランドを訪れており、そこでヒューゴ（『III』）と出会い、その後のハルモニア神聖国や破壊者との戦いにはティント共和国代表として戦力を供与している。なお、15年後のリリィは勝気で我侭な女性に成長しており、英雄戦争の数年前には、ゼクセン建国記念パーティでクリス・ライトフェロー（『III』）と平手打ちの応酬やテーブルの投げ合いを繰り広げている。
ルシア
登場作品 - II、III
グラスランド・カラヤクランの族長で、ヒューゴ（『III』）の母。太陽暦438年生まれ、身長175cm（『III』）。グラスランドのカラヤクラン出身。主人公の本拠地に単身潜入し暗殺を企てる苛烈な女戦士。父にして先代族長のキヌアをグリンヒル市の市長アレク・ワイズメルと、マチルダ騎士団のゴルドー（『II』）に謀殺されたために都市同盟を憎んでおり、デュナン統一戦争では皇王ジョウイ・ブライト（『II』）の要請でビッチャム（『III』）とともにハイランド王国軍として戦った。しかし、ハイランド軍内でもグラスランド出身者である彼女たちを差別し、捨て駒としか見ていない者が多く、対等の人間として接してくれるジョウイには同盟者以上の思い入れを抱いており、王城内に主人公が攻め込んでもなお戦い続けた。戦時中はアレクの娘でありグリンヒル市長代行のテレーズ・ワイズメル（『II』）の言葉を信じて兵を引き、戦後には正式に和平交渉を行っている。デュナン統一戦争の直後に息子のヒューゴを出産しており、その後はカラヤクランの発展に尽力している。ゼクセン連邦とは長らく敵対関係にあり小競り合いの続いていたが、停戦交渉の場が設けられたものの破壊者の計略により破談となり、カラヤクランが焼き討ちに遭ってしまう。その後のハルモニア神聖国や破壊者との抗争に際しては、様々な遺恨があったもののゼクセン連邦と協調してこれに対抗している。戦後はカラヤ族長をヒューゴに譲り、自らはデュナン国へと赴いている。
なお、『II』の開発当初は108星（天威星）として登場する予定であったが、ユーバーの再登場に伴いペシュメルガを登場させるために108星を外れ、敵役としてのみの登場となった経緯がある。
ルック
声 - 福山潤（Iラジオドラマ、IIドラマCD）
登場作品 - I、II、III
レックナートに仕える魔術師の少年で、「真なる風の紋章」の継承者。太陽暦443年生まれ、身長166cm（『III』）。ハルモニア神聖国出身。食の好みはなんでもマズイ（『II』）。出身はハルモニア神聖国で、真の紋章を宿すための器として生み出された神官長ヒクサクのクローンである。何らかの不具合か、ルックの魂は「真なる風の紋章」と融合しているため、真の紋章が持つ呪縛から逃れることができず、その身を忌み嫌っている。それを哀れんだレックナートによってハルモニア神聖国から連れ出され、門の紋章戦争とデュナン統一戦争ではレックナートの命を受けて、それぞれ解放軍・新同盟軍で活躍しているが、その後の15年間で自らの境遇を悲観してレックナートの元を離れ、真の五行の紋章の崩壊（自身が宿す真の風の紋章の破壊）を目論んでユーバーらとともに「破壊者」として活動していた。その一環として素性を隠してハルモニア神聖国に「仮面の神官将」として潜入し、ハルモニア神聖国に限らずグラスランドやゼクセン連邦を巻き込んだ「英雄戦争」の引き金となる。そしてヒューゴたちから真の五行の紋章を奪い取り、シンダル遺跡に紋章の力を充満させ、それによって自身が宿す真の風の紋章を魂から切り離す。それは「真の風の紋章の化身」となって表出するが、新たに現れた「炎の英雄」の遺志を継ぐ者によって討伐された。ルックの真の風の紋章の破壊という目的は達成されたが、ルックはセラと共に崩れ行くシンダル族の遺跡の中に消えた。全てが終結した後、レックナートの元にセラと共に魂となって現れ、二つの魂が重なり合うように消滅した。
レオン・シルバーバーグ
登場作品 - I、II
赤月帝国やハイランド王国の軍事を司った超一流の軍師。マッシュ・シルバーバーグとオデッサ・シルバーバーグ（ともに『I』）の叔父で、アルベルト・シルバーバーグとシーザー・シルバーバーグ（ともに『III』）の祖父。マッシュの軍才を受け継いだと自負するシュウ（『II』）に「まともな策はあんたにすべて読まれる」とまでいわしめたほどの才覚を持つ。赤月帝国ではマッシュとともにバルバロッサ・ルーグナー（『I』）側で戦い戦功を挙げ、戦後は自らが立てた作戦によって廃墟と化したカレッカにて隠遁生活を送っていた。勝利のためならどこまでも非情になれる人物で、時代の流れには逆らうべきではないという考えの持ち主。デュナン統一戦争後期には、ジョウイ・ブライト（『II』）の理想に感化され、その理想を実現すべく最後までジョウイに仕えた。デュナン統一戦争の皇都ルルノイエ防衛戦において、皇王の間で27の真の紋章の一つ「獣の紋章」を行使するため居残るが、その後の消息は不明。
ローレライ
声 - むたあきこ（V）
登場作品 - I、II、外伝Vol.2、V
シンダル文明の謎を追いかける女性。太陽暦432年生まれ、ファレナ女王国出身。食の好みは洋風好き（『II』）。シンダル文明を追って各地の遺跡を転々としている。同じくシンダル族を追うキリィやツヴァイク（『V』）は、ライバル視しつつも助け合っている部分もある。
各登場作品で使用武器が異なることが特徴で、時系列的に初出である『V』では鞭、その3年後から7年後の『I』では弓、さらに3年後の『II』ではキルケ（『I』）が使っていた大鎌状の武器を使用している。なぜ使用武器が異なるかの理由は不明だが、単純に考えると彼女の技量が使い方の異なる武器を全て使いこなせるまでに優れていると受け取れる。

## 108星以外のキャラ
『幻想水滸伝』から『幻想水滸伝V』までの本編の複数作品に登場するが、一度も108星に名を連ねていないキャラクターを列挙する。
ネクロード
登場作品 - I、II
吸血鬼。太陽暦57年生まれ、出身は不明。元々はシエラ・ミケーネ（『II』）が長老を務める吸血鬼の集落「蒼き月の村」に暮らしていたが、シエラから真の紋章「月の紋章」を奪い村を出奔している。太陽暦150年ごろにはすでにウィンディ（『I』）とともに行動しており、ウィンディとともに隠された紋章の村を襲撃している。残忍で身勝手な性格で、襲った村の死者をゾンビ兵として扱い、自分好みの女性は誘拐して花嫁にしてしまう。「夜の紋章」の化身である「星辰剣」を苦手とするが、門の紋章戦争中には「月の紋章」の力で分身を作り出し本体は難を逃れている。デュナン統一戦争中にはシエラに「月の紋章」の力を封じられ、ヴァンパイアハンターのカーン・マリィ（『II』）に空間転移を封じられ、ビクトールの「星辰剣」によって倒されている。
ハンゾウ
登場作品 - I、II
ロッカクの里の頭領。太陽暦420年生まれ。
ヒクサク
登場作品 - 未登場（名前のみ登場している）
大国ハルモニア神聖国の建国者で、最高指導者である神官長の位に就いている。真の紋章『円の紋章』の継承者。しかし、数十年間国民の前に姿を現していないとされており、政治も行っていないため死亡説も囁かれている。そのため派閥が生まれ中央政治は分裂状態にある。
レックナート
声 - 宮武政子（IV）、大原さやか（V、Iラジオドラマ、IIドラマCD）
登場作品 - I、II、III、IV、V
赤月帝国宮廷魔術師ウィンディ（『I』）と同じ門の一族の出身の盲目の魔術師。出生年は不明。門の一族がハルモニア神聖国に滅ぼされた際に、裏の「門の紋章」を宿すことで紋章を守っている（表はウィンディが宿している）。ルックの出自について不幸に思い、ハルモニア神聖国から幼いルックを連れ帰っている。そのためにハルモニア神聖国から追われている。赤月帝国領北部の島に塔を構えており、外伝的位置づけの作品以外全ての登場し、「バランスの執行者」を自称して各主人公の案内役となっている。門の紋章の片割れしか持っておらず、不完全な力では破壊者として活動する真なる風の紋章を持つルックを止めることはできなかった。